# Kyaw Soe Oo
Kyaw Soe Oo (ur. 1990) – mjanmański dziennikarz śledczy, członek redakcji agencji Reuters. Członek zespołu dziennikarskiego pod kierownictwem Antoniego Słodkowskiego, badającego masakrę przeprowadzoną przez mjanmaską ludność cywilną i wojskowych na mieszkańcach wsi Inn Din z mniejszości etniczno-religijnej Rohingja. Od 2017 więziony za tę publikację, mimo międzynarodowej kampanii na rzecz jego uwolnienia. W kwietniu 2019 nagrodzony Nagrodą Pulitzera w kategorii dziennikarstwo międzynarodowe, zaraz potem zwolniony.